# مارک فورست (بازیکن فوتبال)
مارک فورست (انگلیسی: Mark Forrest؛ زادهٔ ۳ دسامبر ۱۹۹۶) بازیکن فوتبال اهل بریتانیا است.